# 매곡면
매곡면(梅谷面)은 대한민국 충청북도 영동군에 있는 면 소재지이다.

## 개요
매곡면은 영동군 남단에 위치한 중산간지대이며, 소백준령의 연산인 황학산 자락에 위치한 고장이다. 경북 김천시와 경계를 이루고 있으며, 경부철도 및 경부고속도로가 가까운 곳에 있어서 교통이 편리한 지역이다.

## 행정 구역
- 강진리 (江津里)
- 공수리 (公須里)
- 노천리 (老川里)
- 수원리 (水院里)
- 어촌리 (漁村里)
- 옥전리 (玉田里)
- 유전리 (楡田里)
- 장척리 (長尺里)

## 학교
- 매곡초등학교
- 천덕초등학교 (폐교) : 매곡면 옥전공수로 627 (공수리)